# يوكاي واتش (لعبة فيديو)
يو كاي ووتش (بالإنجليزية: Yo-kai Watch)‏ و (باليابانية: 妖怪ウォッチ) هي لعبة فيديو تقمص الأدوار تم تطويرها من قبل شركة ليفل-5 لأجهزة نينتندو 3 دي أس وهي أول لعبة من سلسلة ألعاب يو كاي ووتشي تم إنتاجها في 11 يوليو 2013، اللعبة مبنية قصتها على أسطورة يو كاي في الميثولوجيا اليابانية.

## روابط خارجية
- يو كاي ووتش على موقع IMDb (الإنجليزية)